# كارولين ر. بايتون
كارولين روبرتسون بايتون (بالإنجليزية: Carolyn Robertson Payton)‏ (1925–2001) تم تعيينها مديرة لهيئة السلام الأمريكي في عام 1977 من قبل الرئيس جيمي كارتر. كانت أول امرأة وأول أميركية من أصل أفريقي تشغل منصب مدير فيلق السلام. كانت بايتون رائدة في قيادة النساء السود داخل جمعية علم النفس الأمريكية.